# Euthytone

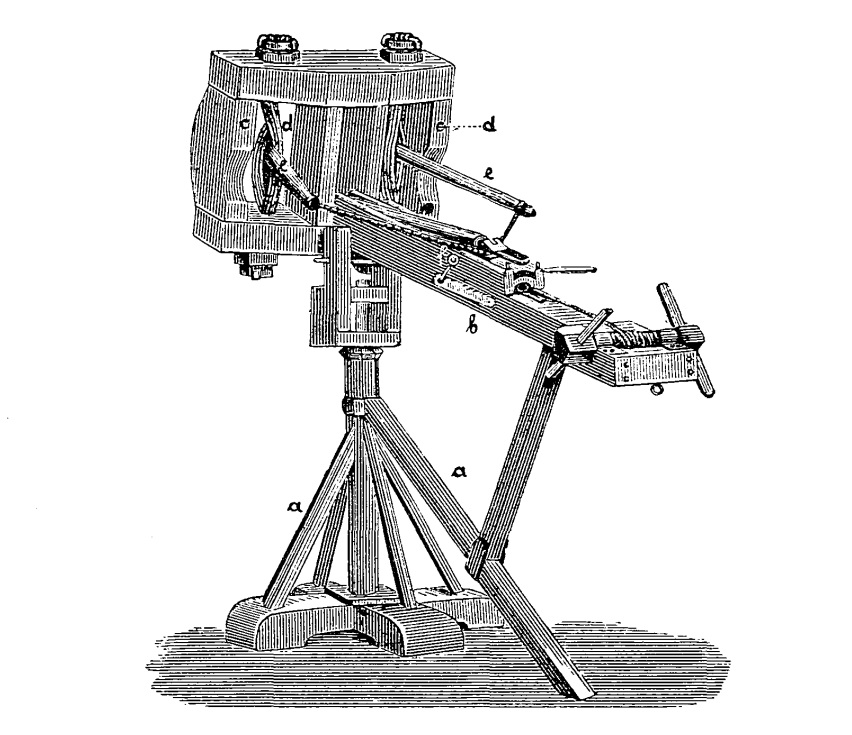
Euthytone

De euthytone of euthytonon (Oudgrieks εὐθύτονος, "rechtspringen") is een Grieks belegeringswapen. De speerwerpende euthytone was een vlakbaangeschut en een van de eerste torsie-artilleriewapens.

## Beschrijving
In het houten spanraam van de euthytone zitten links en rechts twee torsieveren. Deze veren bestaan uit windingen van pezen die boven en onder in het raam over assen lopen. De katapultarmen steken midden tussen de windingen en zijn verbonden met een boogpees. Als de pees met de lier naar achter wordt getrokken brengt het torsiemoment van de getordeerde pezen de katapultarmen op spanning. Meestal werden met de euthytone speren afgeschoten, maar het wapen kon ook pijlen afschieten.
Volgens Athenaeus Mechanicus kon een euthytone met torsieveren van 12 mina (± 5¼ kg) een projectiel met een lengte van 3 span (± 70 cm) ongeveer 3½ stadium (± 650 m) ver wegschieten.
De euthytone werd opgevolgd door de krachtigere, meestal steenwerpende palintone en hoort bij de groep van tweearmig torsiegeschut, waartoe ook de veel bekendere ballista behoort.